# Фортуни, Мариано
Мариа́но Форту́ни-и-Марса́ль (исп. Mariano Fortuny y Marsal; 11 июня 1838, Реус — 21 ноября 1874, Рим) — испанский живописец, художник-акварелист, рисовальщик и гравёр. Представитель романтического ориентализма. Его картины бытового жанра имели огромный успех около 1870 года, пик его славы совпал с зарождением импрессионизма во Франции, и хотя он не принадлежал к этому течению живописи, находясь к нему на полпути, он отдал дань экзотическому ориентализму благодаря картинам, созданным после поездки в Марокко (1860—1862). Его друг, барон Жан Шарль Давилье, опубликовал исследование о жизни и творчестве художника. Наряду с Эдуардо Росалесом, Фортуни считается одним из важнейших испанских художников XIX века после Гойи. Отец дизайнера-модельера Мариано Фортуни.

## Биография
Мариано родился 11 июня 1838 года в Реусе, (Каталония) в бедной семье. Его полное имя — Мариано Хосе Мария Бернардо Фортуни-и-Марсаль (Mariano José María Bernardo Fortuny y Marsal). Он осиротел в возрасте шести лет и воспитывался дедом, который всячески поддерживал Мариано в ранние годы, способствуя его художественному образованию у реусского художника Доменека Соберано. Юноша также получал небольшую финансовую поддержку от двух реусских священников. В детстве Фортуни также работал с художником-миниатюристом и ювелиром Антонио Бассой, который повлиял на скрупулёзную технику будущего живописца.
Чтобы заработать на жизнь, юный Фортуни начал лепить и раскрашивать вотивные терракотовые статуэтки для церквей, а в четырнадцать лет пешком отправился в Барселону, где его рукодельные фигурки произвели впечатление на некоторых влиятельный людей: они обратились в муниципалитет с просьбой выделить Мариано пособие для дальнейшего обучения (в размере сорока двух франков ежемесячно).
В 1853 году он поступил в Высшую школу изящных искусств в Барселоне, где на протяжении четырёх лет учился у Клаудио Лоренсале. В марте 1857 года получил Римскую премию и продолжил образование в Риме. Работал в Барселоне, Гранаде, Севилье, в 1860 и 1866—1867 годах Париже.
В Риме он провел два года, копируя картины назарейцев, но вскоре отдал предпочтение произведениям Диего Веласкеса, а из современников, под влиянием мастеров барочной живописи, — Э. Мейссонье.
Когда в 1859 году разразилась война между Испанией и Марокко (Африканская война), испанское правительство отправило Фортуни в Северную Африку, чтобы запечатлеть ключевые события сражений. Фортуни был назначен летописцем экспедиции, во время которой попал в плен.
Марокко поразило художника яркостью красок. После пребывания в Марокко живопись Мариано Фортуни эволюционировала в сторону ориентализма; критики того времени считали «… что речь идёт не о древнем Востоке, каким его видел, к примеру, Эжен Делакруа, а скорее о Востоке базарном, ослепительном и мерцающем».
В 1866 году Мариано Фортуни отправился в Париж, где учился у Жана-Леона Жерома и начал работать у торговца произведениями искусства Адольфа Гупиля. В 1860 году, во время своего первого пребывания в Париже, он изучал батальные картины Ораса Верне в Версале, где познакомился с художником Анри Реньо. В произведениях Верне он черпал вдохновение для большой картины, заказанной муниципалитетом Барселоны и написанной им в Риме «Битва при Тетуане» (1862, Музей современного искусства, Барселона), которая осталась незавершённой.
В 1867 году по возвращении в Мадрид Мариано Фортуни женился на пианистке Сесилии де Мадрасо и-Гаррета, сестре его друга, художника Раймундо Мадрасо и дочери Федерико де Мадрасо, директора Королевского музея Мадрида. В браке родились дочь Мария Луиза и сын Мариано (1871—1949), будущий светский художник и дизайнер-модельер.
В 1868 году Фортуни снова посетил Париж. После очередной поездки в Париж в 1870 году и двухлетнего пребывания в Гранаде он вернулся в Рим. Фортуни умер в Риме 21 ноября 1874 года в возрасте тридцати шести лет от малярийной лихорадки, которой заразился предыдущим летом на этюдах в Неаполе.
Биографический роман о художнике написал Пере Жимферрер (1983, премия Рамона Льюля).

## Творчество
Тематически творчество Мариано Фортуни подразделяется на две части — «марокканскую» и «испанскую». К «марокканской», обеспечившей ему лидерство среди художников-ориенталистов, относятся такие произведения, как «Арабская фантазия» (1867) и «Заклинатели змей» (1870, Художественный музей Уолтерса, Балтимор, США); к «испанской», изображающей сцены национального быта, — «Викарий» (1870, Музей современного искусства, Барселона).
Оригинальная романтическая манера живописи Фортуни сложилась на основе африканских впечатлений; ярче всего самобытность художника проявилась в малых формах: рисунках, живописных этюдах и акварелях. А. Перес-Санчес писал: «Этот великий виртуоз сохранился главным образом благодаря своим этюдам и акварелям, часто ослепительным (которые можно увидеть, в частности, в Музее современного искусства в Барселоне, Лувре и Музее Гойи в Кастре). Его живопись, отмеченная вкусом эпохи, тяготеющей к безделушкам и бравадным работам, никогда не оставляет равнодушным. Его влияние было значительным».
«Живописец-бродяга», чья карьера преждевременно прервалась в сравнительно раннем возрасте, много путешествовал и поддерживал связи с парижским художественным сообществом. Несмотря на разнообразные влияния, его стиль «очень испанский», который американец Эдвард Салливан описал как «богемную дикость».
Учеником художника считал себя испанский импрессионист Хосе Гальего-и-Арноса, специально приехавший в Венецию для изучения находившихся там картин мастера. Творчество Мариано Фортуни оказало значительное влияние на зарождение искусства модерна.
Виртуозность технических приёмов работы Фортуни энергичным, дробным мазком и натуралистические эффекты в проработке мелких деталей производили впечатление на многих художников того времени, в том числе на русских передвижников. О Фортуни восторженно отзывались П. П. Чистяков, И. Е. Репин, В. В. Верещагин и даже, хоть и с лёгкой иронией, М. А. Врубель.

## Художественная коллекция Мариано Фортуни
Фортуни собрал богатую коллекцию предметов старины и редких произведений испанского и восточного искусства. Предметы из своей коллекции он хранил для вдохновения и непосредственно использовал при написании картин. Из этой коллекции, в частности, происходит знаменитая «Ваза Фортуни», хранящаяся в санкт-петербургском Эрмитаже.
Поселившись в 1870 году вместе со своей семьёй в Гранаде, он начал терпеливые поиски старинных вещей в самых заброшенных местах. Увлечения Фортуни привели к тому, что он сам учился многим местным ремёслам, в том числе гончарному, и секрету керамического люстра. В письме к своему другу Шарлю Давилье, любителю испанского искусства, датированном в Гранаде 27 ноября 1871 г., Фортуни заметил: «…здесь почти ничего не осталось, я больше не прилагаю усилий, потому что, то немногое, что я нашёл, достаточно хорошо. Вот набросок арабской вазы; она очень хороша, а главное, в хорошем состоянии».
Преждевременная смерть живописца в 1875 году вынудила семью распродать картины Фортуни и его коллекцию, предварительно поделив её между родственниками. Были проведены три аукциона в Париже с публикацией каталогов, составленных Ш. Давилье. Однако испано-мавританское искусство, как и волшебная люстровая керамика Валенсии, в то время не вызвала особого интереса, а даже, подчас, презрительное отношение. Братья Жюль и Эдмон де Гонкуры рассказали о выставке в своём дневнике, но высказали собственное мнение в весьма пренебрежительном тоне: «В наше время появляется странный интерес к червивым безделушкам и старым тряпкам. Знаменитая ваза „аламбреск“, признаюсь, к своему стыду, имеет вид вазы из папье-маше, для литературно-ассирийской драмы из Одеона! К тому же каталог этой распродажи, как грубая претензия на оправдание мёртвых, выставленных на продажу предметов и даже её редактора барона Давилье, вызывает рвотный рефлекс». Художник Фортуни в отношении к национальному испанскому художественному наследию оказался впереди своей эпохи.

## Галерея

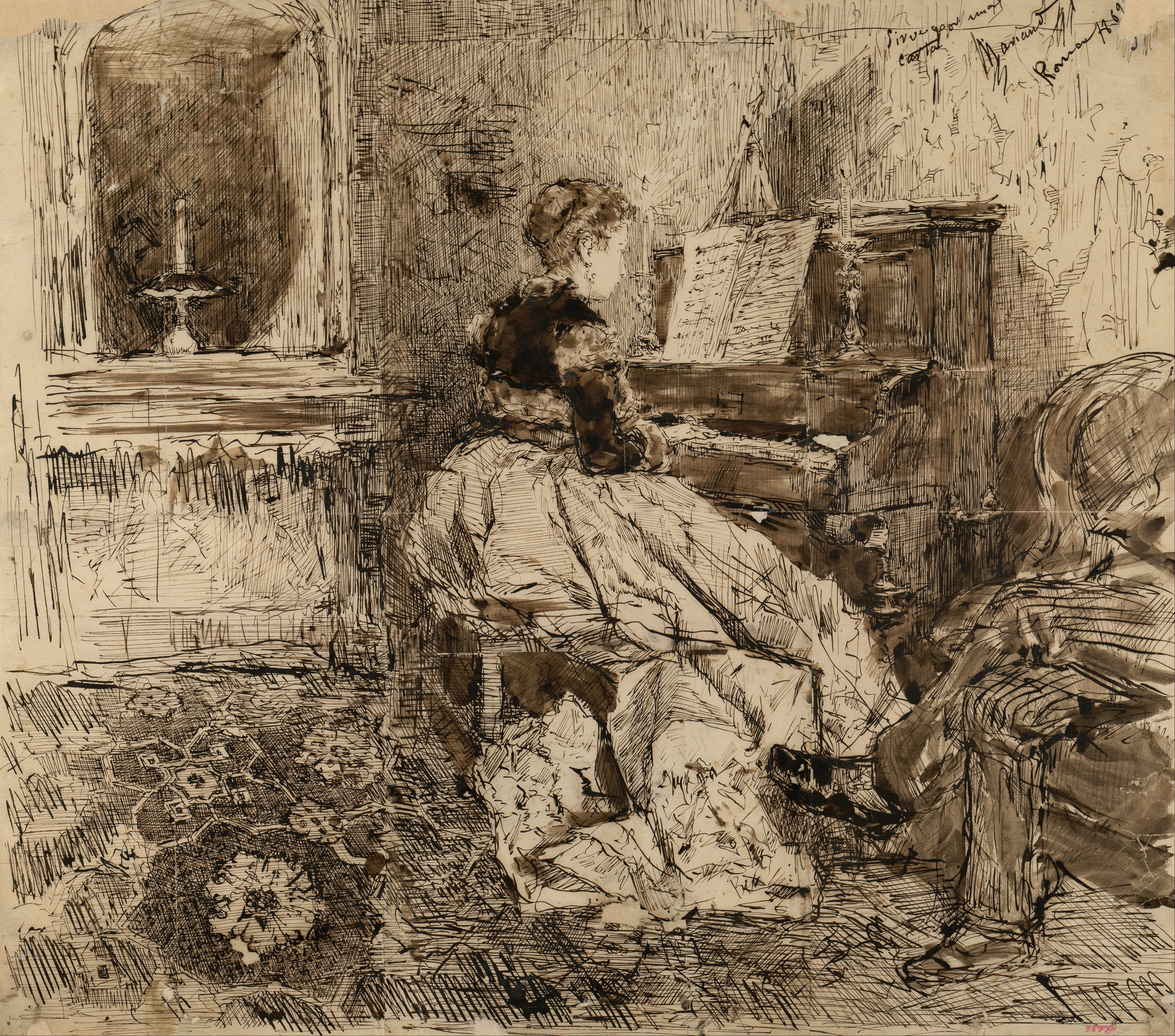
Сесилия де Мадрасо, играющая на фортепиано. 1869. Бумага, перо, кисть, чернила. Национальный музей искусства Каталонии, Барселона
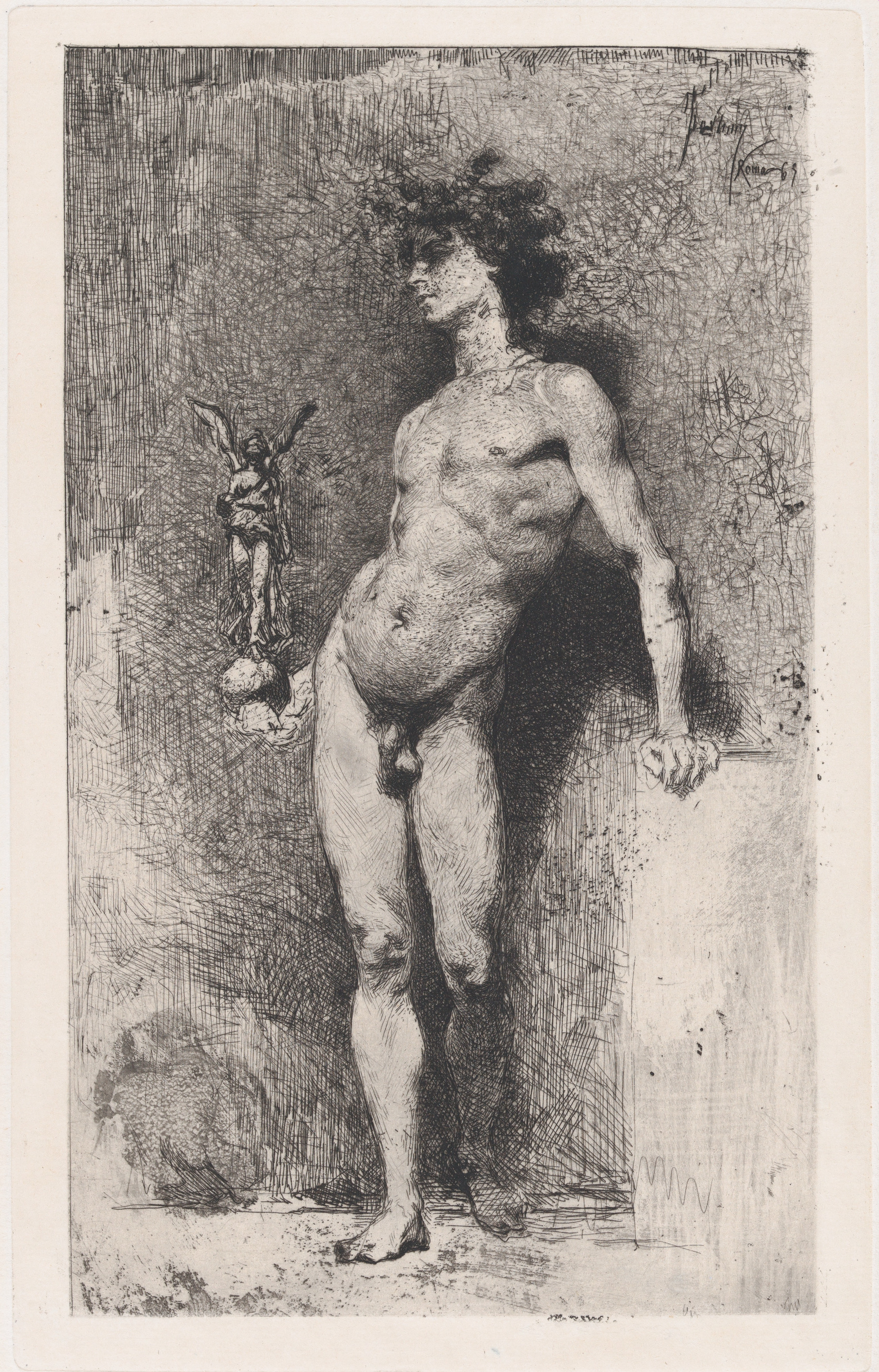
Виктория в образе юноши, держащего статуэтку Ники. 1869. Офорт. Метрополитен-музей, Нью-Йорк
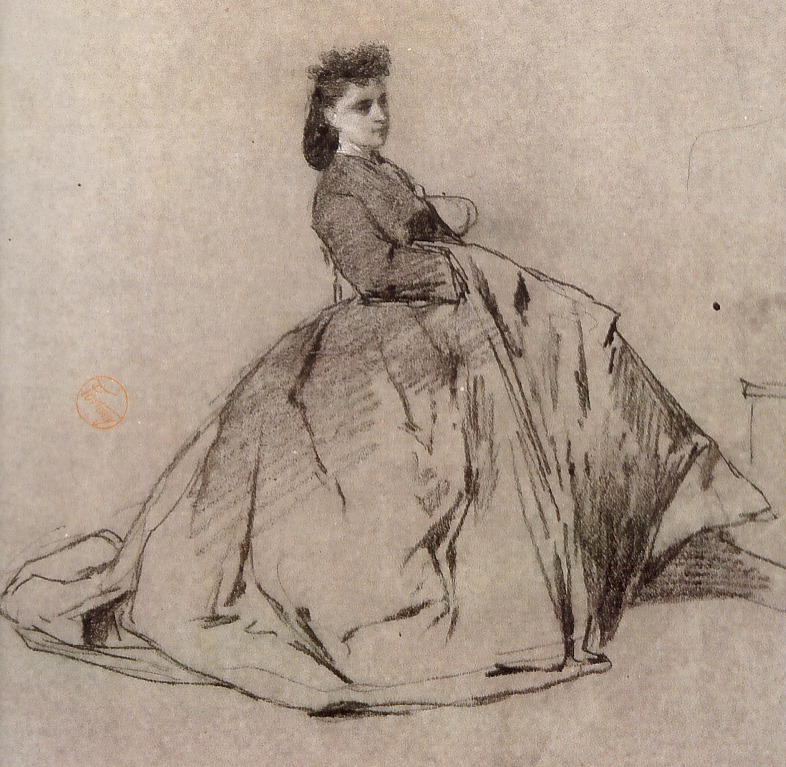
Сеньора де Хоакин Аграссот. Ок. 1874. Картон, уголь. Музей изящных искусств, Кордова
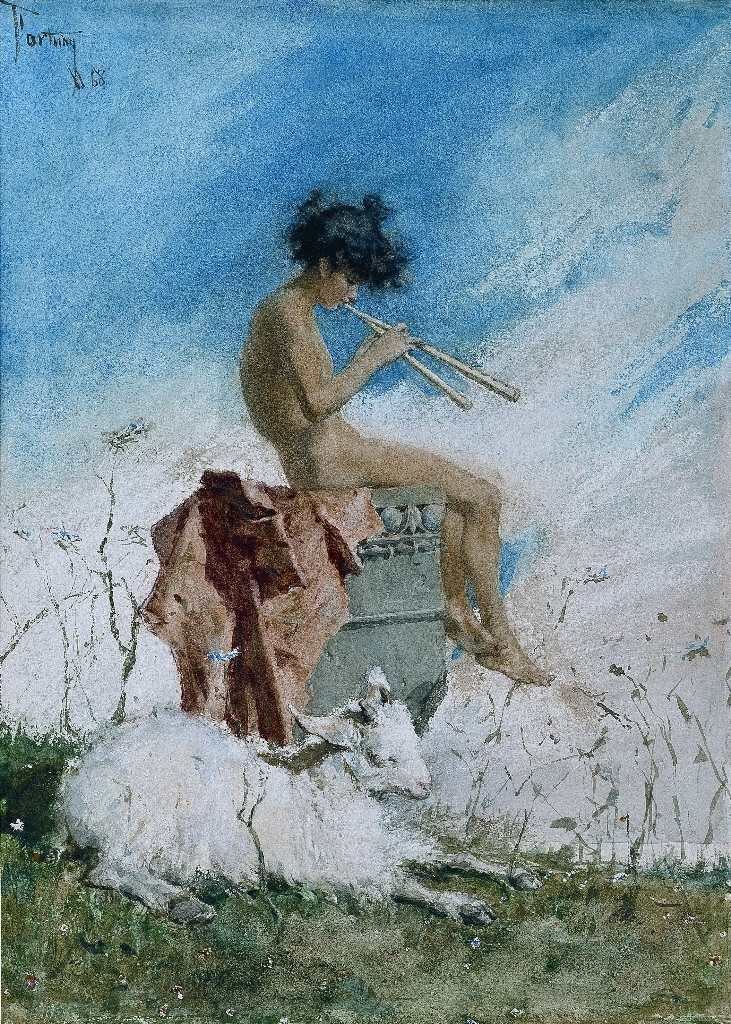
Идиллия. 1868. Бумага, акварель, белила. Прадо, Мадрид
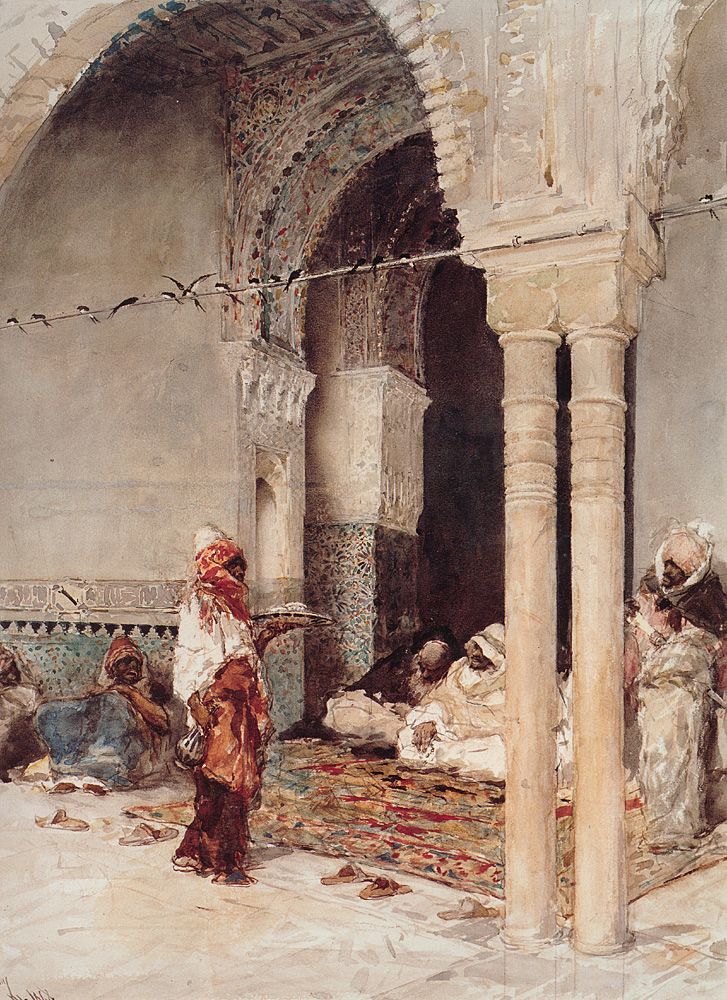
Кафе «Ласточки». 1868. Бумага, акварель. Частное собрание
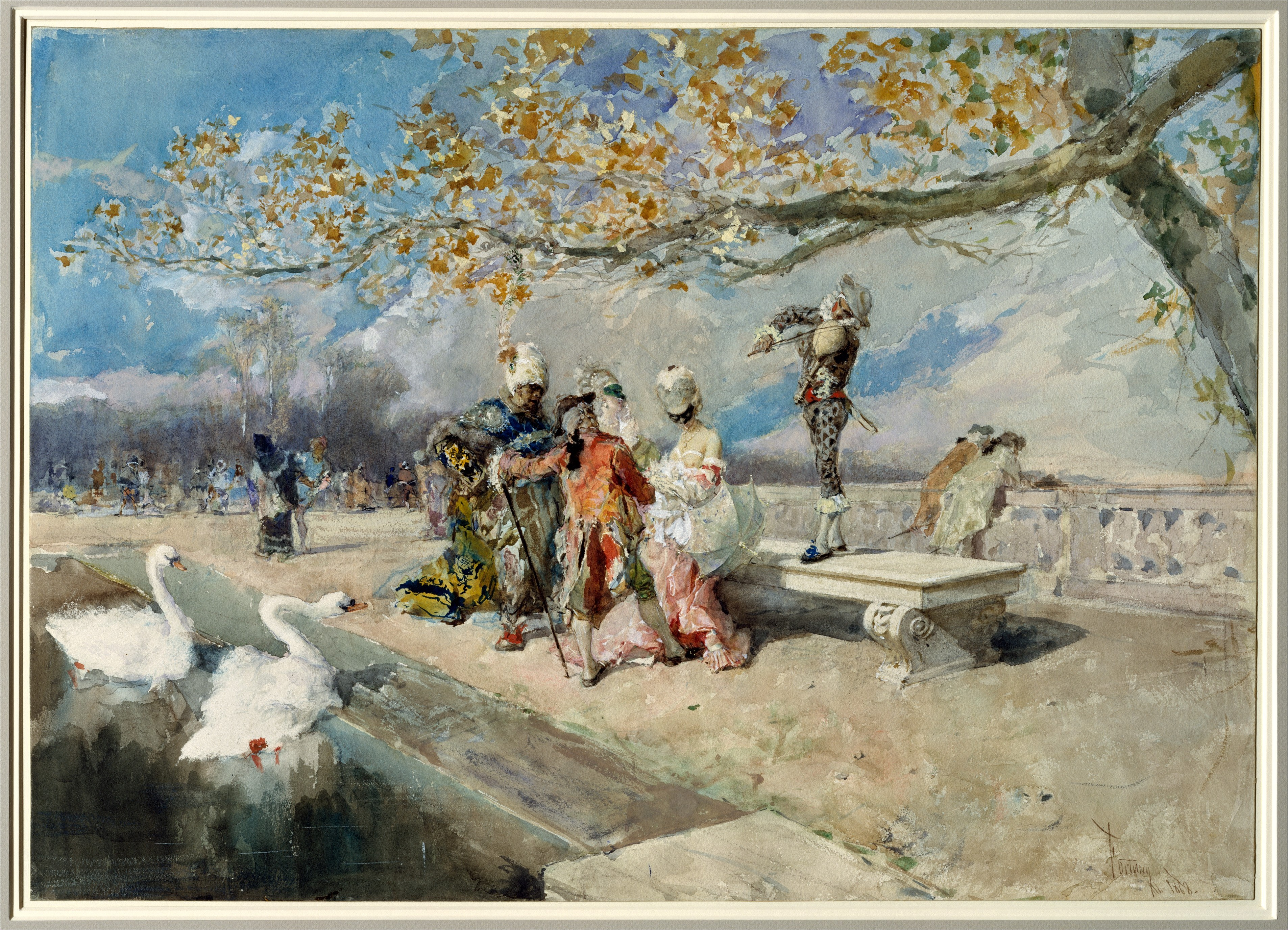
Маскарад. Акварель, гуашь. Метрополитен-музей, Нью-Йорк
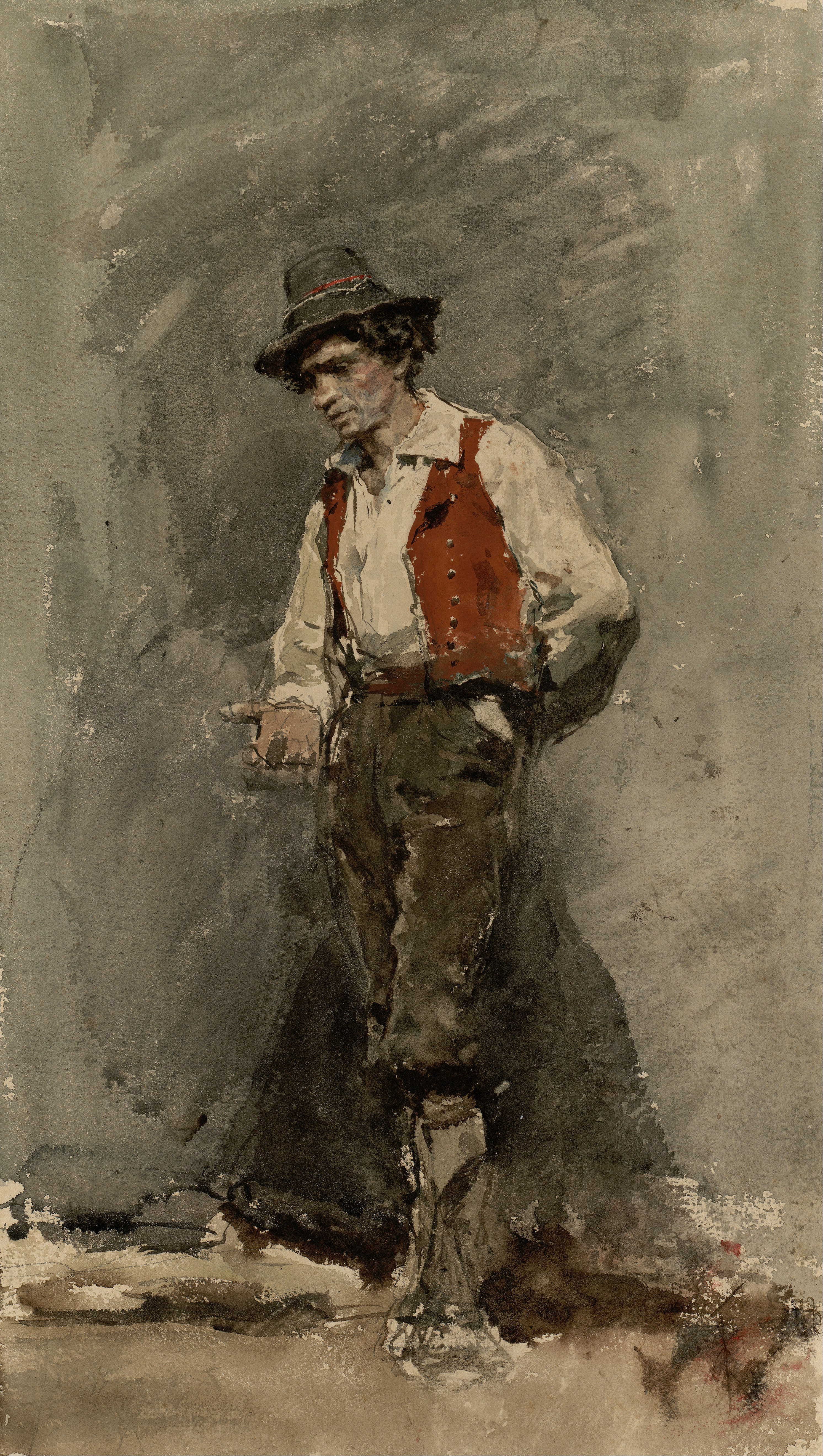
Калабриец. 1868. Бумага, акварель. Национальный музей искусства Каталонии, Барселона
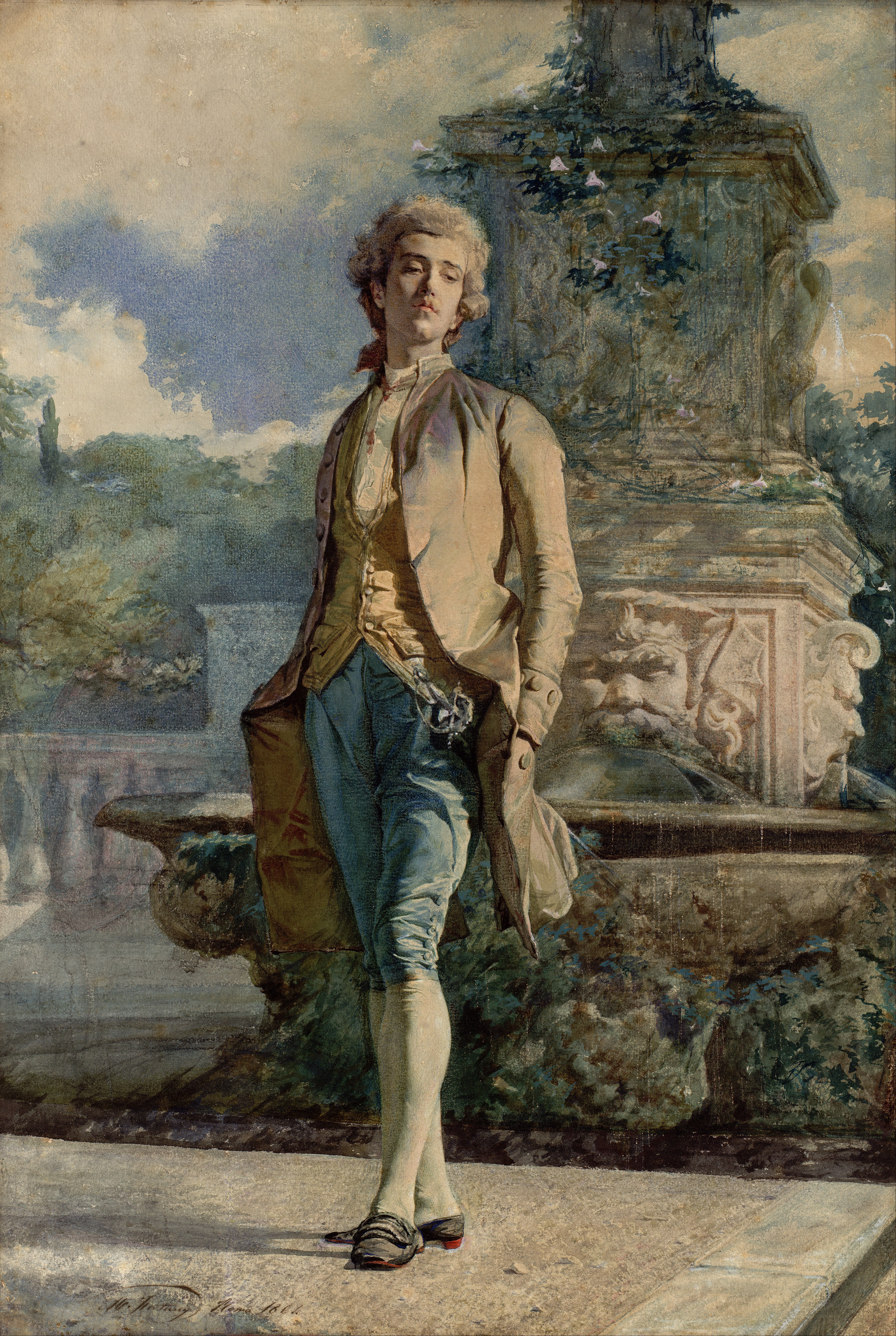
Mолодой граф. 1861. Бумага, акварель. Национальный музей искусства Каталонии, Барселона
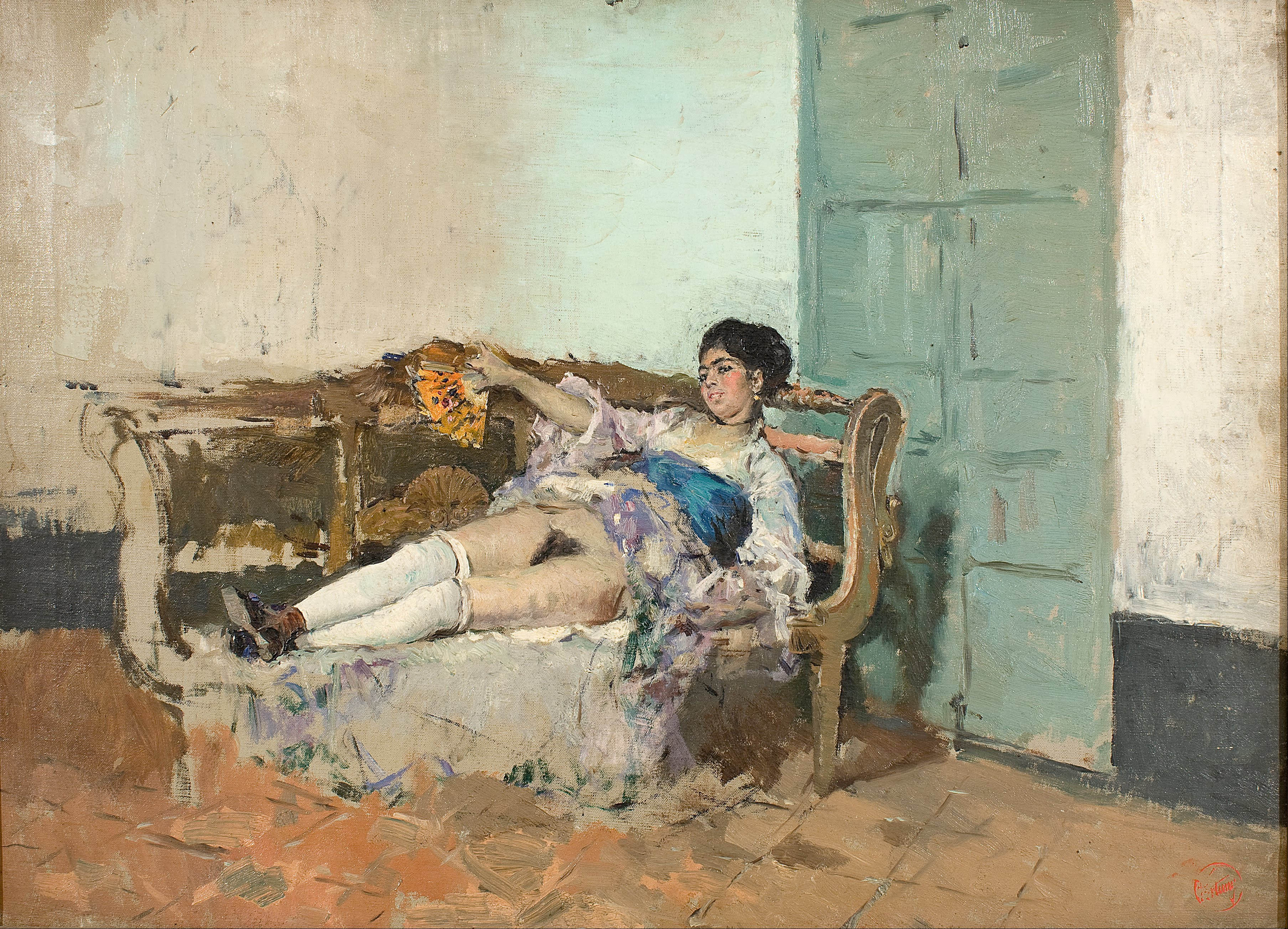
Кармен Бастиан. Ок. 1871. Холст, масло. Национальный музей искусства Каталонии, Барселона
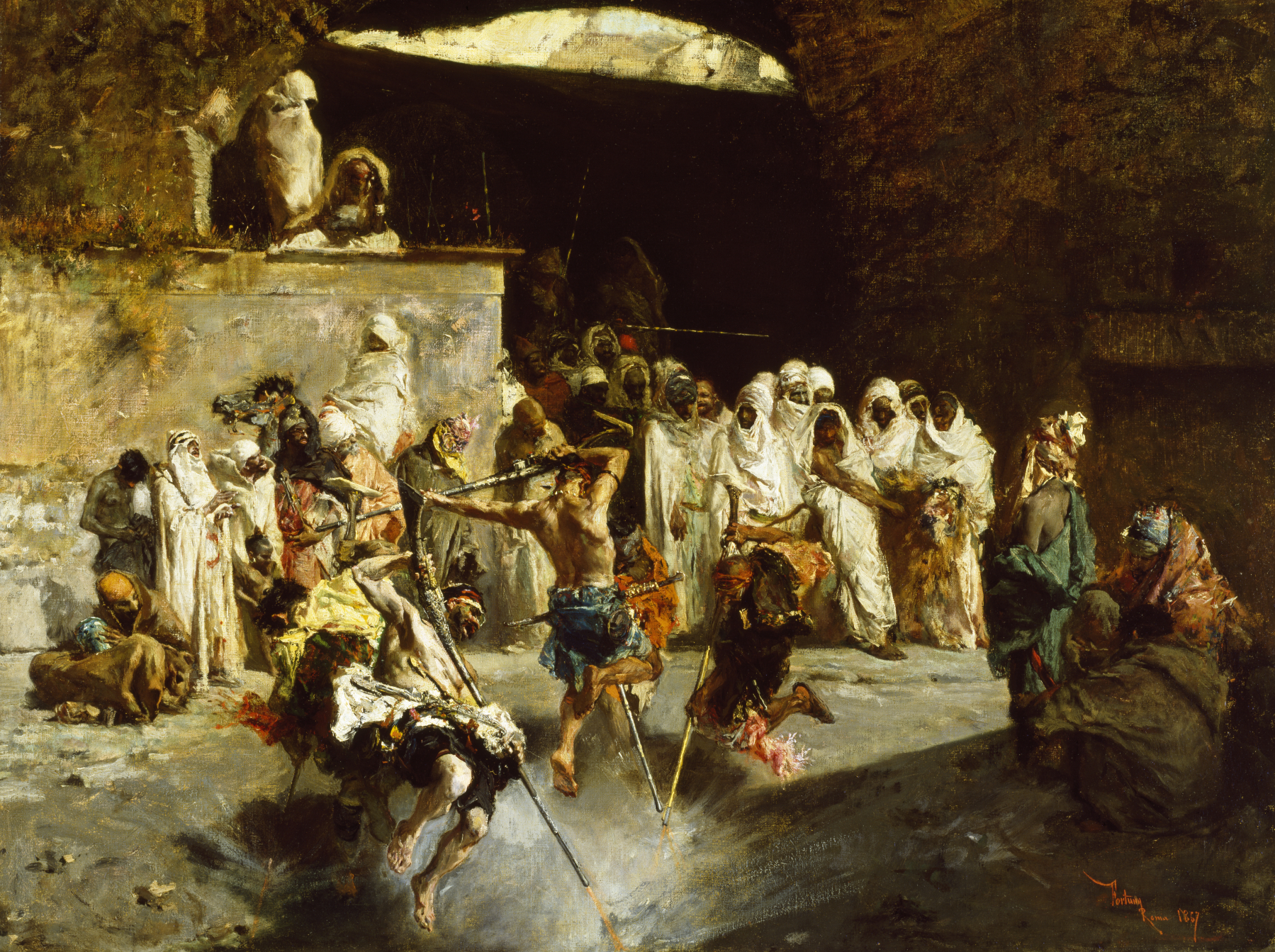
Танец дервишей. 1867. Холст, масло. Художественный музей Уолтерса, Балтимор, США
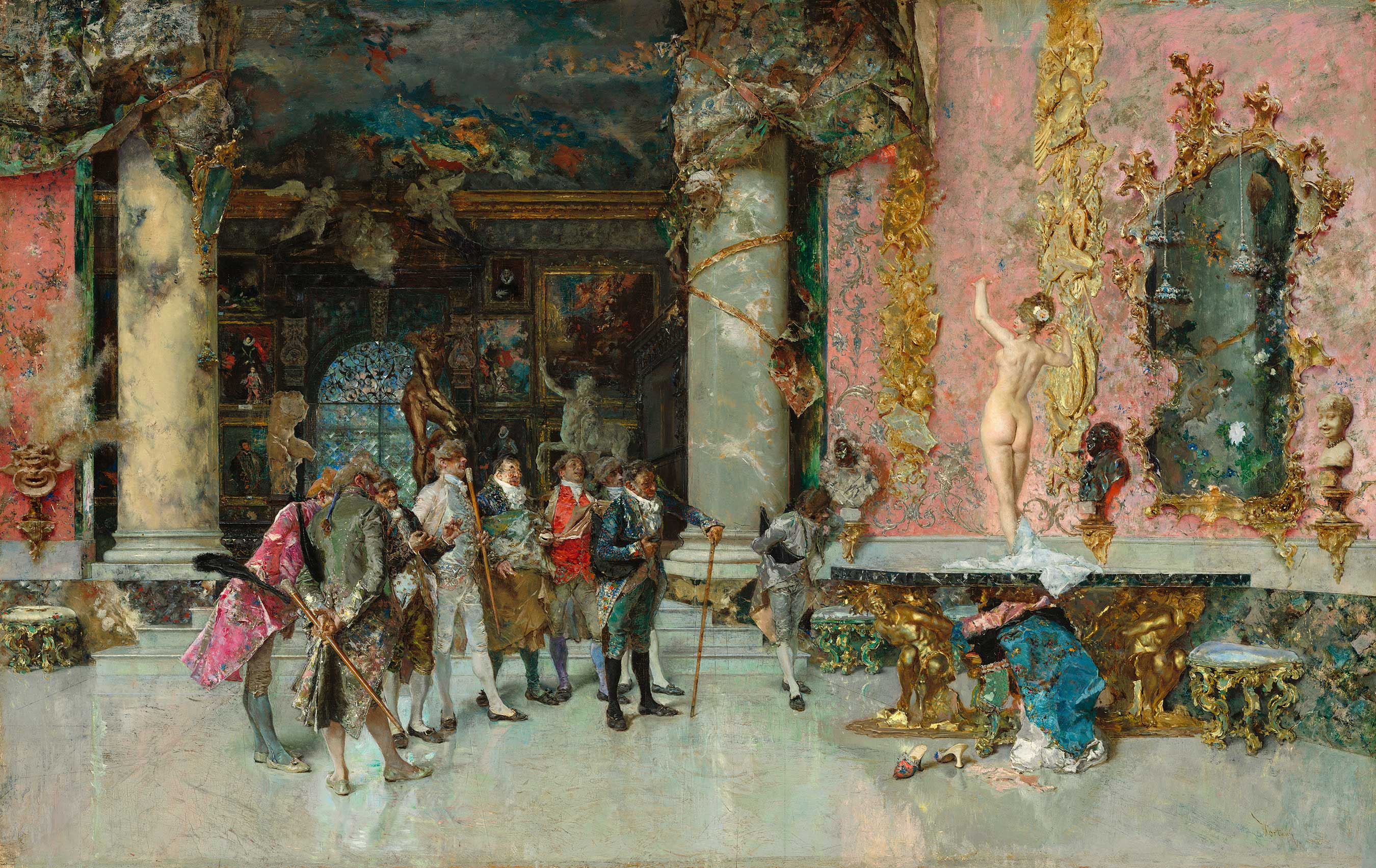
Выбор модели. Между 1868 и 1874. Дерево, масло. Национальная галерея искусства, Вашингтон
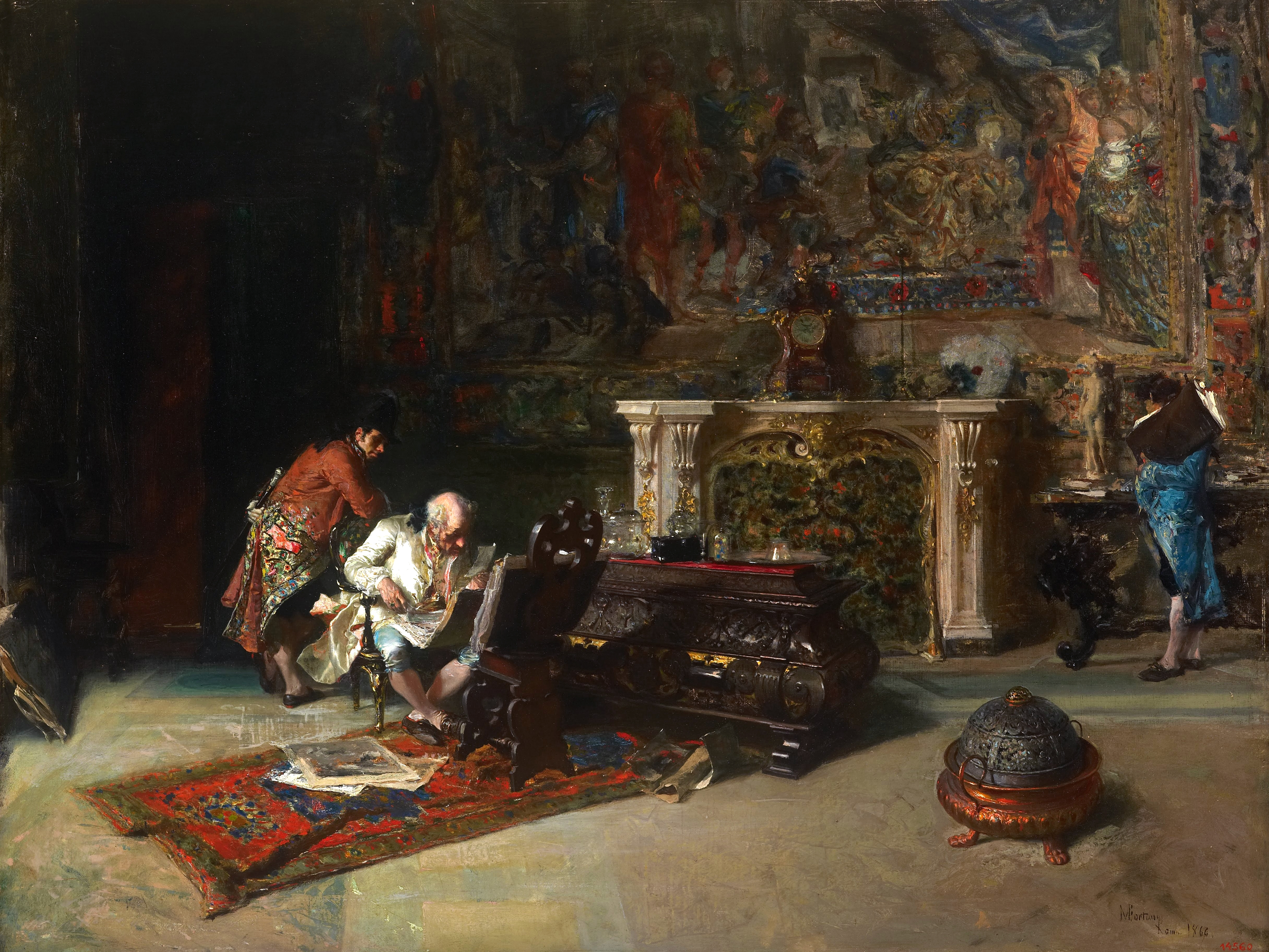
Коллекционер эстампов. 1866. Холст, масло. Национальный музей искусства Каталонии, Барселона
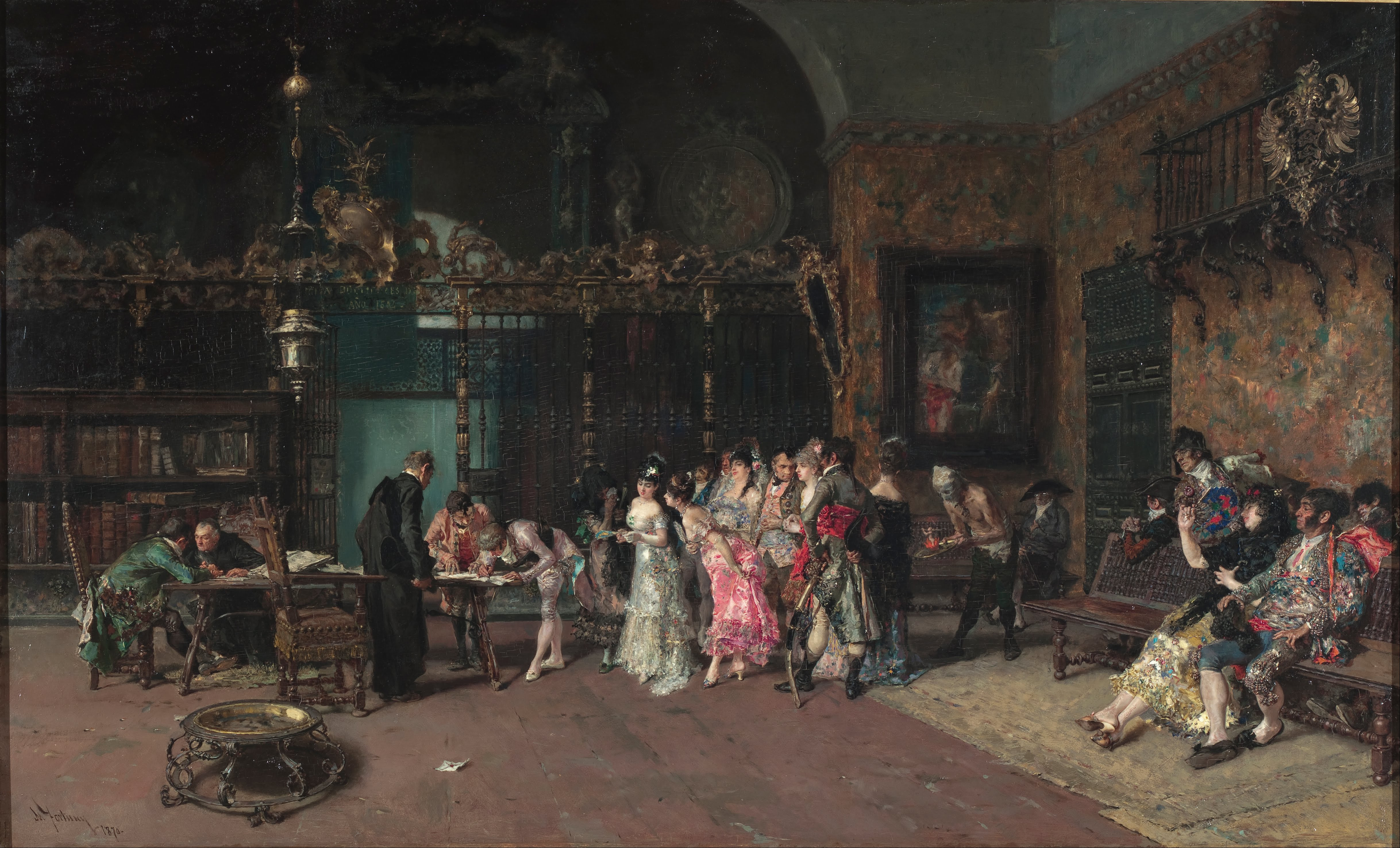
Испанская свадьба. 1868—1870. Дерево, масло. Национальный музей искусства Каталонии, Барселона
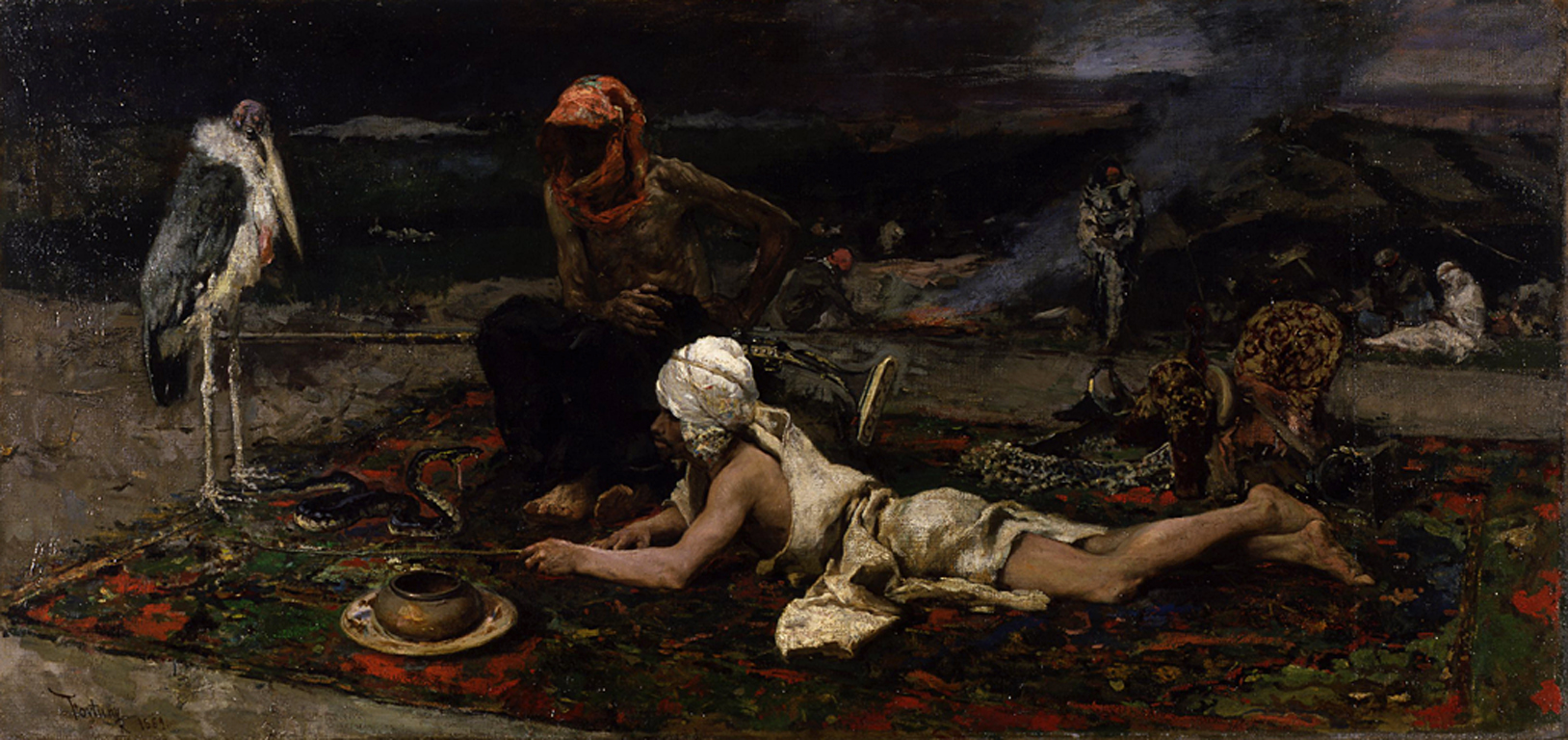
Заклинатели змей. 1869. Холст, масло. Художественный музей Уолтерса, Балтимор, США
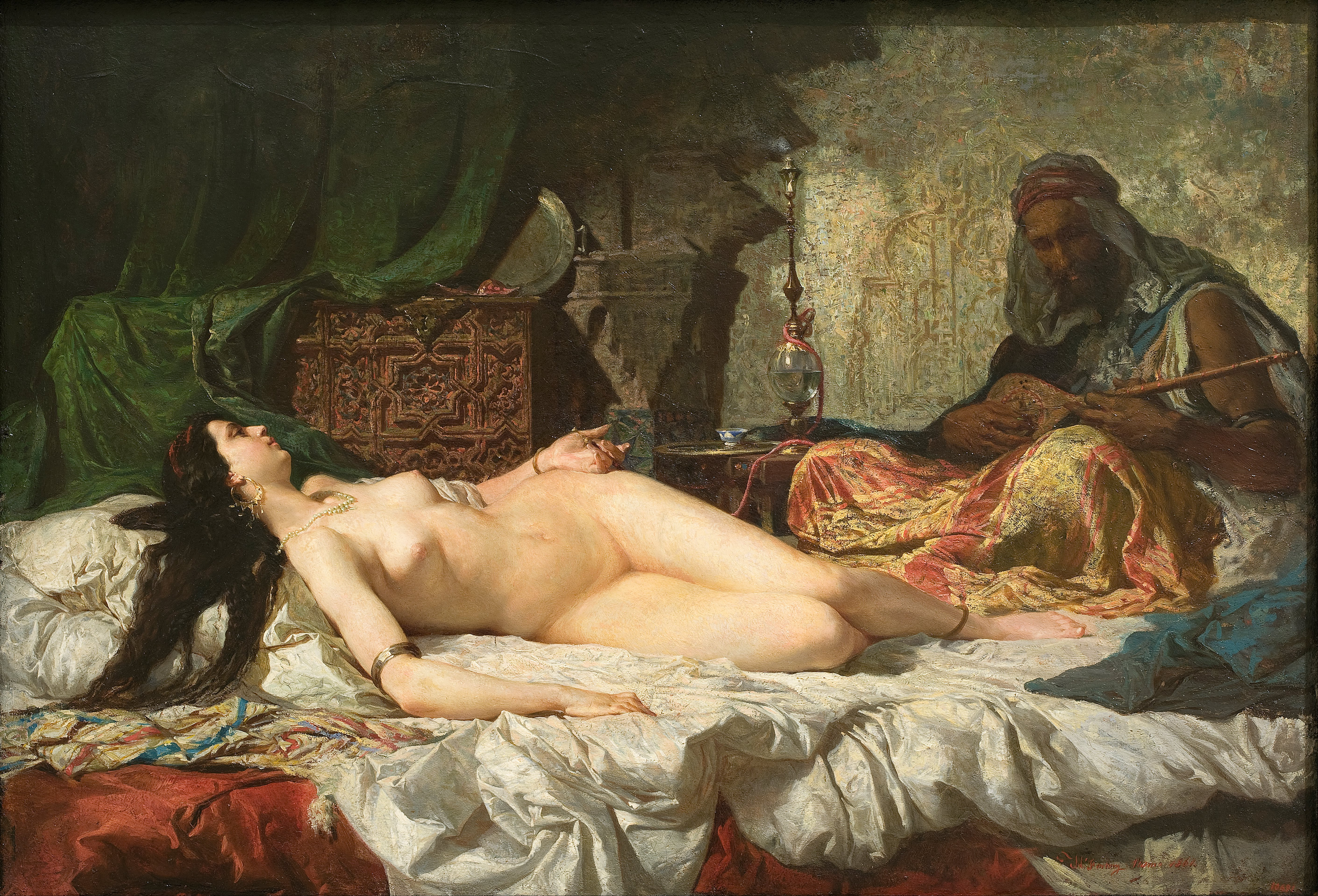
Одалиска. 1861. Картон, масло. Национальный музей искусства Каталонии, Барселона
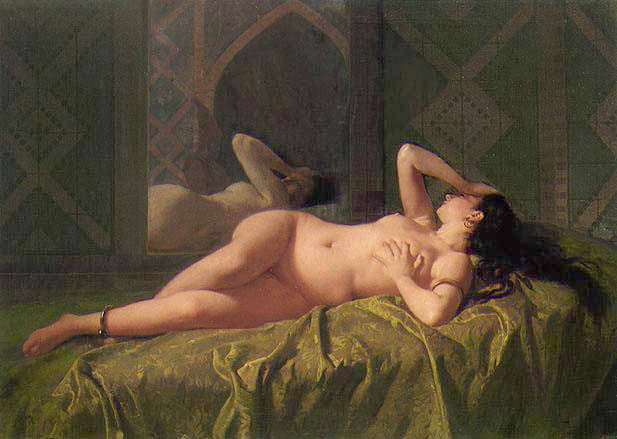
Одалиска. 1862. Холст, масло. Частное собрание

## Другие произведения
- «Бой быков», 1867—1868, Прадо, Мадрид
- «Марокканец», 1869, Прадо, Мадрид
- «Викарий», 1870, Музей современного искусства, Барселона
- «Продавец ковров», 1870, Музей Монтсеррат, Барселона
- «Обнажённый старик, греющийся на солнце», 1871, Прадо, Мадрид
- «Марокканцы», 1872—1874, Прадо, Мадрид
- «Сад в поместье Фортуни», 1872—1877, Прадо, Мадрид; [дописан Раймундо Мадрасо]
- «Обнажённый мальчик на пляже в Портичи», 1874, Прадо, Мадрид
- «Дети художника в японском саду», 1874, Прадо, Мадрид
- «Неаполитанский пейзаж», 1874, Прадо, Мадрид